# Applicazioni di sistema Apple

Marchio riservato alle applicazioni disponibili su App Store

Questa voce contiene un elenco delle applicazioni sviluppate dalla Apple per i propri dispositivi.
Tutte le applicazioni possono essere scaricate gratuitamente dall'App Store, il negozio virtuale realizzato da Apple disponibile per iPhone, iPad e Macintosh.

## App Store
App Store è un'applicazione per iPhone, iPad, macOS, Apple Watch e iPod touch che permette agli utenti di scaricare e acquistare applicazioni disponibili nell'iTunes Store. Le applicazioni possono essere sia gratuite sia a pagamento e possono essere scaricate direttamente dal dispositivo o su un computer. L'App Store è stato aperto il 10 luglio 2008 con 500 applicazioni. Alla fine del 2017 erano disponibili in App Store 2,2 milioni di applicazioni sviluppate da terze parti, con oltre 130 miliardi di download e le cifre sono in costante aumento. A partire dal 2019 su App Store è disponibile il servizio in abbonamento Apple Arcade, con il quale si possono scaricare giochi pagando un abbonamento mensile.

## Borsa
Borsa è un'applicazione sviluppata per i sistemi operativi iOS, iPadOS, macOS e watchOS. I dati ufficiali sono forniti da Yahoo! Per ogni società valutata in borsa è possibile vedere: la capitalizzazione e altri dati finanziari, un grafico che mostra l'andamento giornaliero, settimanale, mensile o annuale e le ultime notizie. Quando l'applicazione viene aperta viene visualizzata una lista di tutte le aziende scelte, con il valore attuale del titolo e la percentuale di aumento o calo (o la capitalizzazione o il valore d'aumento). Nel primo caso, la percentuale è colorata in verde, nel secondo in rosso.

## Bussola
Bussola è un'applicazione sviluppata per dispositivi iOS, iPadOS e watchOS. È stata pubblicata con iPhone OS 3 il 17 giugno 2009 su iPhone e con Apple Watch Series 5.
Con iOS 7, pubblicato il 10 giugno 2013, l'applicazione riceve una revisione importante, in termini sia grafici sia funzionali. Ora infatti, scorrendo nell'applicazione da destra verso sinistra si accede a una livella digitale, che sfrutta l'accelerometro presente nell'iPhone; tale funzione è stata eliminata con iOS 12 per essere spostata nell'app Metro.
L'applicazione, oltre a visualizzare una bussola vera e propria, mostra il paese, le coordinate geografiche in gradi primi e secondi e l'altitudine in metri.

## Calcolatrice
Calcolatrice è un'applicazione calcolatrice inclusa in iOS, macOS e watchOS. È stata pubblicata come parte del floppy di avvio del System 1 il 24 gennaio 1984. 

### iOS
L'applicazione per iOS è disponibile sia sull'iPhone sia sull'iPod touch. Dispone di due modalità, una base che include il tastierino numerico e le operazioni base, e una scientifica, accessibile ruotando lo schermo, che include i calcoli esponenziali e alcune funzioni trigonometriche.
Con iPhone OS 1.1.1 essa riceve una nuova interfaccia grafica e con iPhone OS 2 viene aggiunta la modalità scientifica e viene ridisegnata l'icona. Infine, con iOS 7 è stato aggiunto un bottone nel Centro di Controllo per accedere velocemente all'applicazione.

### iPadOS
Nell'iPad, l'app Calcolatrice non è presente. Per sopperire a questo, sono presenti svariate applicazioni di terze parti, che contengono analoghe funzioni di calcolo, sull'App Store.
Con iPadOS 18 è stata reintrodotta, con funzionalità aggiuntive per la Apple Pencil.

### macOS
L'applicazione per macOS risale alle prime versioni della piattaforma Macintosh. Da Mac OS X Tiger, l'applicazione disponeva di un widget nel Dashboard. Da OS X Yosemite è anche presente un widget nel Centro Notifiche. Da Mac OS X Leopard è possibile effettuare calcoli anche tramite la barra Spotlight, come, ad esempio, somma, sottrazione, divisione, moltiplicazione e percentuale.
Dispone di tre modalità, base, scientifica e programmatore. La modalità base include le operazioni essenziali e un pad numerico, provvisto di tasti di memoria. La modalità scientifica supporta esponenti e funzioni trigonometriche e la modalità programmatore fornisce all'utente più opzioni relative alla programmazione.
Calcolatrice supporta anche la notazione polacca inversa e può comunicare all'utente via voce i tasti premuti e il risultato ottenuto.

### watchOS
L'applicazione per watchOS è stata presentata con la sesta versione del sistema operativo, presentata al Keynote di apertura della WWDC 2019.

## Calendario
Calendario è un'applicazione sviluppata per i sistemi operativi iOS, iPadOS, macOS e watchOS. Prima di Mac OS X Lion era chiamata iCal.
L'applicazione per iOS è stata introdotta con la prima versione del sistema operativo. Con iOS 5 viene introdotto il supporto alla sincronizzazione di Calendario tramite iCloud. Da iOS 6, gli eventi di Facebook vengono inseriti automaticamente all'interno di Calendario. Con iOS 7 vengono aggiunte automaticamente le festività del paese impostato di default.
È possibile visualizzare gli eventi nel calendario mese per mese o anno per anno e cercare un evento all'interno del calendario. Nella parte inferiore è presente il tasto Oggi che permette di visualizzare gli eventi della giornata e il tasto Calendari che, se premuto, permette di gestire i calendari da visualizzare.
L'app si integra con le altre applicazioni Apple, in particolare con Mail.
L'applicazione per macOS è molto simile a quella presente su iOS e iPadOS. Nella schermata a sinistra è possibile gestire i vari calendari da visualizzare e una miniatura del mese in corso. Nella parte superiore è possibile gestire la visualizzazione degli eventi: giornalmente, settimanalmente, mensilmente e annualmente.
Sulla versione per watchOS di Calendario è possibile visualizzare una schermata che mostra il mese in corso e, cliccando sul giorno odierno, è possibile visualizzare gli eventi futuri in una lista.
Se per errore ci si è imbattuti in un calendario che sembra un "virus", è agevole rimuovere le notifiche di eventi indesiderati eliminando l'iscrizione al calendario spam.

## Casa
Casa è un'applicazione sviluppata per i sistemi operativi iOS, iPadOS, watchOS e macOS. Essa permette di controllare tutti i dispositivi compatibili con HomeKit (fra cui luci, prese, ventilatori, porte, ecc.). È stata introdotta con iOS 10, macOS Mojave e watchOS 3. Può essere utilizzata anche su Apple TV attraverso Siri (solo negli Stati Uniti).
L'applicazione è divisa in tre sezioni, Casa, Stanze e Automazione.
È possibile controllare anche abitazioni diverse.

## Comandi Rapidi
Comandi Rapidi (Shortcuts) è un'applicazione sviluppata per i sistemi operativi iOS, iPadOS e macOS. Essa permette di creare i propri comandi rapidi personalizzati con più attività.
Ad esempio, si può riprodurre impostare un'automazione per cui all'accadimento dell'evento di interruzione della sveglia, su iPhone, si avvia in automatico la riproduzione del brano musicale predefinito.
All'apertura dell'applicazione, si presenta un elenco di eseguibili contenente tutti i comandi rapidi creati, o aggiunti dalla galleria, fino a quel momento.
Inoltre, nell'applicazione è contenuta anche una guida introduttiva gratuita per discernere le potenzialità dell'app Comandi Rapidi.
| Versione | Novità |
| -------- | --- |
| iOS 13   | - Inserimento tra le app preinstallate di default (disinstallabile) - Implementazione delle automazioni |
| iOS 14   | - Implementazione delle cartelle per una miglior organizzazione dei comandi - Implementazione dei suggerimenti automatici nella creazione dei Comandi Rapidi in base alle abitudini apprese                |
| iOS 15   | - Implementazione su macOS e sincronizzazione automatica su tutti i propri dispositivi - Implementazione dei suggerimenti automatici nell'inserimento di azioni - Possibilità di condivisione tramite link |
| iOS 16   | - Lancio dei Comandi Rapidi tramite Siri senza alcuna necessità di eseguire ulteriori azioni |

## Contatti
Contatti è un'applicazione sviluppata per i sistemi operativi iOS, iPadOS e macOS. Fino a Mac OS X Lion era chiamata Rubrica Indirizzi. Essa raduna e gestisce i contatti presenti nel dispositivo.
Contatti è disponibile dalla prima versione del sistema operativo iOS. Con iPhone OS 2 viene assegnata un'icona all'applicazione (solo sull'iPod touch). Da iOS 5 i contatti sono sincronizzati tramite iCloud ed è possibile visualizzare le immagini di profilo e i nomi utente di Twitter; con iOS 6 questa funzione è disponibile anche per Facebook.
L'applicazione si presenta come una lista di tutti i contatti presenti sul telefono, organizzabili per nome o per cognome. Nella parte superiore è presente il contatto dell'utente del telefono. Se si clicca su un contatto, vengono visualizzate le sue informazioni, come: nome e cognome, numero di telefono, email, indirizzo, ecc. Da qui è possibile fare una chiamata, inviare un messaggio o una mail e altro ancora. Viene inoltre mostrato se il contatto ha attivo FaceTime.
Contatti è disponibile su macOS dalla versione Mac OS X Jaguar con il nome Rubrica Indirizzi. Con il rilascio di Mac OS X Lion, l'applicazione viene completamente ridisegnata mentre a partire da OS X Mountain Lion l'applicazione cambia nome in Contatti.
L'app si integra con le altre applicazioni Apple, in particolare con Mail.
L'applicazione per macOS è molto simile a quella presente su iOS e iPadOS e presenta le stesse funzionalità.

## Dov'è
Dov'è è un'applicazione di sistema sviluppata per iOS, iPadOS e macOS. È stata implementata a partire da iOS 13. Dov'è fonde in un'unica app "Trova il mio iPhone" e "Trova i miei Amici", che servivano fino a iOS 12 per localizzare rispettivamente i propri dispositivi e i propri contatti. A partire da iOS 14.5, iPadOS 14.5 e macOS Big Sur 11.1, l'app Dov'è consente anche di tenere traccia degli oggetti personali comunicando tramite AirTag.

## FaceTime
FaceTime è un'applicazione sviluppata per i sistemi operativi iOS, iPadOS e macOS. Essa permette di chiamare o videochiamare tramite internet attraverso la videocamera frontale del dispositivo. È disponibile da Mac OS X Snow Leopard, distribuita tramite l'App Store, mentre integrata nel sistema operativo con Mac OS X Lion. Il software è stato annunciato alla WWDC del 2010 in concomitanza del lancio dell'iPhone 4. Da iOS 7 è disponibile anche FaceTime Audio.

## File
File è un file manager sviluppato per i sistemi operativi iOS e iPadOS. È stato implementato per la prima volta con iOS 11.
L'app File consente agli utenti di sfogliare i file locali memorizzati nel dispositivo e nell'archivio remoto dei servizi di seguito elencati:
- iCloud
- iCloud Drive
- Adobe Creative Cloud
- Amazon Drive
- Box
- Dropbox
- Google Drive
- Mega
- Microsoft OneDrive

È possibile aprire, organizzare e salvare i file. I file, successivamente, si possono rinominare oppure ordinare in cartelle e sottocartelle. Un'ulteriore classificazione può essere effettuata tramite l'uso di tag con codice colore o con nome personalizzato e una barra di ricerca persistente consente di trovare i file all'interno delle cartelle, sebbene non all'interno di altre app. Una visualizzazione elenco consente diverse opzioni di ordinamento.
A partire da iOS 11, gli iPad sono in grado di trascinare e rilasciare i file tra File e altre app, mentre gli utenti di iPhone sono limitati al trascinamento della selezione all'interno di File. L'app offre la riproduzione esclusiva di file audio FLAC di alta qualità e offre anche il supporto per la visualizzazione di file di testo, immagini, memo musicali e archivi ZIP, oltre al supporto limitato per i video.
A partire da iOS 16 e iPadOS 16, nell'app File è possibile attivare le Azioni rapide.
Di seguito le azioni possibili in base alle tipologie di file:
| Tipo                    | Azioni rapide |
| ----------------------- | --- |
| Immagini JPG, PNG, HEIF | - Modifica - Ruota a sinistra - Ruota a destra - Crea PDF - Converti immagine (in JPEG, PNG, HEIF) - Rimuovi sfondo |
| Immagini WEBP           | - Modifica - Crea PDF - Converti immagine (in JPEG, PNG, HEIF) - Rimuovi sfondo                                     |
| Video MOV, MP4, 3GPP    | - Ruota a sinistra - Ruota a destra - Ritaglia                                                                      |
| PDF                     | - Modifica - Ottimizza dimensioni file                                                                              |

I file system supportati, sia in lettura sia in scrittura, sono APFS, HFS+, ExFAT e FAT32 (NTFS in sola lettura).
L'app File contiene uno scanner per digitalizzare documenti, da salvare oppure da condividere. È possibile anche aggiungere una firma a un PDF.

## Foto
Foto è un'applicazione sviluppata per i sistemi operativi iOS, iPadOS, macOS, watchOS e tvOS. Essa permette di archiviare le fotografie digitali su iPhone, iPad e Mac. È stata pubblicata come applicazione di sistema con iOS 8 il 17 settembre 2014, rimpiazzando il precedente Rullino Foto e pubblicata su macOS con OS X Yosemite 10.10.3 l'8 aprile 2015. È stata poi rilasciata sulla decima versione di tvOS il 13 settembre 2016 e su watchOS 1 il 24 aprile 2015.
In giugno 2014 è stato annunciato dalla stessa Apple che avrebbe interrotto il supporto a i Photo e Aperture, per essere rimpiazzati dall'applicazione Foto nel 2015. Quest'ultima è stata inclusa in OS X Yosemite 10.10.3, pubblicato come aggiornamento gratuito l'8 aprile 2015.
Il 13 settembre 2016, l'applicazione è stata introdotta nella decima versione di tvOS.

### iOS
L'applicazione Foto è presente dalla prima versione di iOS. Con iOS 4 l'applicazione viene rinominata in Immagini. Con iOS 6 viene aggiunta la funzione Streaming Foto. Con iOS 7 l'applicazione è stata completamente ridisegnata, ora sono disponibili tre sezioni, Foto, Condivisi e Album. Con iOS 8 viene aggiunta la Libreria foto di iCloud e la possibilità di modificare le foto nella libreria. Con iOS 9 l'applicazione viene rinominata di nuovo in Foto. Con iOS 10, Foto riceve un grande cambiamento. Ora le foto vengono analizzate con algoritmi di apprendimento profondo, che permettono di riconoscere oggetti, persone, paesaggi e situazioni. È disponibile una nuova sezione chiamata Ricordi, dove vengono creati automaticamente video ricordo dalle immagini della libreria.
L'applicazione si divide in quattro sezioni:
- Libreria, che permette di visualizzare tutte le foto divise per anni, mesi, giorni o tutte le foto[34]
- Per te, che contiene i video-ricordo creati dal cellulare
- Album, che permette di visualizzare tutti gli album creati e condivisi
- Cerca, che permette di ricercare in base a determinati criteri

### iPadOS
Nell'iPad, l'app Foto è simile a quella nell'iPhone.

### macOS
L'applicazione su macOS è simile a quella su iOS. L'unica differenza è la presenza di una quinta sezione, chiamata Progetti, che permette di creare album, presentazioni, biglietti, ecc.

### watchOS
L'applicazione Foto su watchOS è presente dalla prima versione del sistema operativo. Essa permette di sincronizzare un certo numero di foto di un album dall'iPhone.

## Fotocamera
Fotocamera è un'applicazione sviluppata per i sistemi operativi iOS, iPadOS e watchOS. Essa permette di scattare foto con l'iPhone, l'iPod touch o l'iPad. È presente dalla prima versione di iOS e di watchOS.
Con iPhone OS 3, l'applicazione offre la possibilità di registrare video ed è stato integrato l'autofocus. Con iOS 5 è possibile accedere a Fotocamera attraverso la schermata di blocco. Da iOS 6 è disponibile la modalità Panorama e con iOS 7 è possibile scattare foto quadrate.
L'applicazione offre la possibilità di registrare video normali, Time-Lapse e Slow-Motion e di scattare foto normali, 1:1 (quadrate) e panoramiche. Sull'iPhone 7 Plus è presente persino un'altra modalità per scattare foto, chiamata Ritratto. Nella parte superiore sono disponibili 5 pulsanti: uno per gestire l'uso del flash, uno per gestire l'HDR, uno per attivare o disattivare le Live Photos, uno per impostare l'autoscatto e uno per scegliere i filtri da applicare. Nella parte inferiore è presente un bottone per cambiare la fotocamera (anteriore o posteriore) e uno che, se premuto, porta alla libreria fotografica (o alle foto appena scattate in caso si acceda alla fotocamera dal blocco schermo con l'iPhone bloccato). È possibile scattare la foto sia dal pulsante posto nella parte inferiore sia premendo i tasti volume del telefono.
L'applicazione Fotocamera su watchOS permette di gestire le fotocamere dell'iPhone a distanza. Offre la possibilità di visualizzare ciò che la fotocamera sta riprendendo, di scattare una foto, di mettere a fuoco e di impostare l'autoscatto.
L'app Fotocamera consente di scansionare un Codice QR tramite la fotocamera posteriore. Per usare questa funzione, basta aprire l'applicazione, inquadrare il Codice QR e automaticamente apparirà sullo schermo una notifica per aprire il link associato al Codice QR.
La scansione di un Codice QR è utilizzabile sui dispositivi iPhone, iPad e iPod touch.

## Impostazioni
Impostazioni è un'applicazione sviluppata per i sistemi operativi iOS, iPadOS e watchOS. È presente dalla prima versione di essi e permette di gestire tutte le impostazioni del sistema operativo.
Da iPhone OS 2 è possibile attivare o disattivare i servizi di localizzazione. Con iOS 6, l'icona dell'applicazione è stata ridisegnata. È stata inoltre aggiunta la modalità Non Disturbare che, se attiva, permette di silenziare le notifiche e le chiamate e ora sono disponibili nuove impostazioni per la privacy. Con iOS 10.3 è stato aggiunto, in cima, un menu che riporta il profilo iCloud dell'utente. Inoltre, sotto il menu iCloud, è presente una barra che mostra lo spazio utilizzato e quello rimanente di iCloud Drive.
L'applicazione si presenta come un elenco di voci che trattano un'impostazione o funzionalità del dispositivo.

## iTunes Store
iTunes Store (fino al 12 settembre 2006, iTunes Music Store) è un negozio online per la vendita di musica digitale, video musicali, film, programmi televisivi, suonerie e applicazioni mobili, gestito dalla Apple. È stato lanciato il 28 aprile 2003 in contemporanea con la versione 4 di iTunes, l'applicazione freeware senza la quale non è possibile avere accesso al negozio. Sui sistemi operativi iOS e iPadOS, invece, è disponibile sotto forma di applicazione.

## Lente
Lente è un'applicazione per i sistemi operativi iOS e iPadOS. Essa permette di ingrandire un oggetto oppure un testo, come se si utilizzasse una lente di ingrandimento, per mezzo della fotocamera integrata presente nel dispositivo. Inoltre è possibile anche aggiungere dei controlli, ad esempio si può regolare la luminosità, si può regolare il contrasto oppure si può applicare un filtro al colore. L'app è stata implementata negli iPhone e iPad a partire, rispettivamente, da iOS 15 e iPadOS 15.

## Libri
Libri è l'applicazione sviluppata per la lettura di e-book disponibile per i sistemi operativi iOS, iPadOS e macOS. È stata annunciata il 27 gennaio 2010 in concomitanza con la presentazione dell'iPad ed è disponibile per iPad dal 2 aprile 2010, mentre per iPhone e iPod touch dal 21 giugno 2010, data dal rilascio del firmware iOS 4. In Italia è disponibile per iPad dal 28 maggio 2010 e per iPhone e iPod touch dal 21 giugno 2010. Il 10 giugno 2013, alla WWDC 2013, Craig Federighi ha annunciato che iBooks sarebbe stato disponibile anche su OS X Mavericks in autunno 2013.
Libri non è disponibile per l'iPhone 2G e per l'iPod touch di prima generazione, in quanto iOS, dalla versione 4.0 in poi non supporta più questi modelli.
È possibile acquistare libri per quest'applicazione solo nel Book Store, ma gli utenti possono inserire i loro file, sia in formato EPub, sia in formato PDF, attraverso la sincronizzazione dei dati con iTunes. Libri è stato annunciato come iBooks allo Yerba Buena Center for the Arts Theater di San Francisco il 27 gennaio 2010. Esso era disponibile sull'App Store già dal 24 gennaio dello stesso anno con l'introduzione di iTunes 9.1.
L'8 aprile 2010, Apple ha annunciato che iBooks sarebbe stato disponibile anche per iPhone e iPod touch, dal rilascio del firmware iOS 4.
Con la decima versione del sistema operativo Macintosh, OS X Mavericks, presentata alla WWDC 2013, è stata implementata una versione di iBooks per Mac.
A partire da iOS 8, iBooks è preinstallata con il sistema operativo.

## Mail
Mail (conosciuto anche come Apple Mail) è un'applicazione sviluppata per i sistemi operativi iOS, iPadOS, macOS e watchOS. Si occupa della gestione delle e-mail.
Mail nella sua attuale versione funziona esclusivamente sui sistemi operativi di casa Apple, mentre le precedenti versioni erano incluse nel sistema operativo NeXTStep e OPENSTEP.
L'applicazione supporta i protocolli di posta elettronica più diffusi come SMTP, POP3 e IMAP e si integra con le altre applicazioni Apple, in particolare con Contatti e Calendario. A partire dalla versione 4, Mail supporta Microsoft Exchange server.
Mail integra un filtro antispam e consente una gestione multipla degli account, delle regole e delle caselle di posta. Inoltre spedisce automaticamente messaggi in formato testo semplice se non viene applicata alcuna formattazione al testo.
L'applicazione Mail è disponibile dalla prima versione del sistema operativo iOS, precisamente iPhone OS 1.1.3. Con la seconda versione viene completamente ridisegnata, supportando ora gli allegati di Microsoft Office e di i Work. Da iOS 5, Mail include una formattazione del testo più ricca. Con iOS 10 è stata aggiunta la possibilità di disiscriversi automaticamente da una newsletter attraverso un avviso che compare nell'email.
Mail permette di gestire gli account email presenti sul dispositivo. È possibile visualizzare le email ricevute, contrassegnate, VIP, non lette, di oggi, inviate, cestinate e archiviate. Scorrendo da sinistra a destra nell'anteprima di una mail è possibile contrassegnarla come letta o non letta; da destra verso sinistra è possibile contrassegnarla, cestinarla, rispondere, inoltrarla, ecc. È disponibile anche un filtro che permette di visualizzare solo la lista delle email non lette.
A partire da iOS 16 e iPadOS 16 è possibile:
- pianificare l'invio di un messaggio di posta più tardi, a una certa data e ora
- annullare un messaggio di posta appena inviato entro pochi secondi
- mettere in cima e settare un promemoria per i messaggi a cui non si è ancora risposto

Inoltre lo strumento di ricerca è stato migliorato, per cui eventuali errori di digitazione che si commettono durante la ricerca vengono automaticamente corretti in base al contenuto presente nelle mail.
Mail contiene uno scanner per digitalizzare documenti, da inviare oppure da salvare.

## Mappe
Mappe è un'applicazione di web mapping sviluppata per i sistemi operativi iOS, iPadOS, macOS e watchOS. Consente la navigazione turn-by-turn in macchina o a piedi.
L'applicazione era presente già dalla prima versione di iOS il 29 giugno 2007. Le mappe sono state fornite da Google fino al 19 settembre 2012. Una nuova versione del servizio è stata introdotta da Scott Forstall nella WWDC 2012 l'11 giugno, che avrebbe utilizzato il sistema di mappatura della stessa Apple con dati forniti da diversi provider tra cui l'olandese TomTom e la cinese AutoNavi.
Il 10 giugno 2013, Craig Federighi ha annunciato, durante la WWDC, che Mappe sarebbe stata introdotta anche in OS X Mavericks nel tardo 2013.

## Memo Vocali
Memo Vocali è un'applicazione che permette di usare iPhone, iPad o Apple Watch come se fossero dei registratori portatili. L'app è arrivata per la prima volta con l'aggiornamento a iPhone OS 3.

## Messaggi
Messaggi è un'applicazione di messaggistica istantanea presente nei sistemi operativi iOS, iPadOS, macOS e watchOS. L'applicazione permette di inviare iMessage tra iPhone, iPad, iPod touch, Apple Watch e Mac, così come SMS e MMS a tutti i dispositivi mobili.
Messaggi sostituisce iChat a partire dalla versione OS X Mountain Lion.
I messaggi iMessage, inviati con connessione a Internet, mostrano il fumetto di colore blu; i messaggi inviati come SMS e MMS, di colore verde.
Con Continuity, è possibile inviare e ricevere SMS e MMS su iPad e Mac attraverso il proprio iPhone.

## Meteo
Meteo è un'applicazione sviluppata per i sistemi operativi iOS, iPadOS e watchOS. È un software di meteorologia presente dalla prima versione di entrambi i sistemi operativi.
Con iPhone OS 1.1.3 è disponibile anche sull'iPod touch. Da iOS 5 è possibile visualizzare il meteo in modo più dettagliato ora per ora. Da iOS 7 l'applicazione è stata completamente ridisegnata, portando una nuova icona e nuove animazioni, tra cui gli sfondi animati. Ora è possibile visualizzare informazioni riguardanti anche l'umidità, la possibilità di precipitazione, il vento e la temperatura percepita. Con iOS 8, Meteo non ha più come sorgente dati Yahoo!, bensì dati The Weather Channel, poiché anche Yahoo! era basata su questi sui dati.
Appena avviata l'applicazione, viene mostrato in alto il nome della città, le condizioni meteo e la temperatura. Più in basso vi sono le condizioni meteo orarie della giornata e nella parte inferiore vi sono quelle settimanali. Scorrendo più in basso sono presenti gli orari di alba e tramonto, la probabilità di pioggia, l'umidità, il vento, la temperatura percepita, la quantità di precipitazioni, la pressione, la visibilità e l'indice UV. Scorrendo a destra o a sinistra è possibile visualizzare il meteo per più città.
L'applicazione su watchOS è formata da un elenco delle città impostate dall'utente. Selezionandone una è possibile visualizzare le condizioni meteo orarie e settimanali. Premendo con più intensità si è in grado di visualizzare la percentuale di precipitazione e la temperatura.
A partire da iOS 15, l'app Meteo è stata completamente riprogettata da zero in linguaggio SwiftUI garantendo più informazioni a disposizione e mappe interattive per le temperature climatiche, precipitazioni meteorologiche e la qualità dell'aria.

## Metro
Metro è un'applicazione mobile che utilizza la realtà aumentata sviluppata per iPhone e iPad e disponibile a partire da iOS 12. Tramite l'uso del toolkit ARKit 2, permette di misurare approssimativamente le dimensioni di oggetti puntando la fotocamera del dispositivo.
L'applicazione presenta anche la sezione Livella che sfrutta i sensori (accelerometro e giroscopio) presenti su iPhone e iPad, per scoprire se un oggetto è a livello, dritto o in piano.
L'applicazione è inclusa su tutti gli iPhone dotati di sistema operativo iOS 12 o superiore, con l'eccezione di iPhone 6 e dei modelli precedenti.

## Musica
Musica è un'applicazione sviluppata per i sistemi operativi iOS, iPadOS, watchOS e tvOS. Essa svolge il compito di riproduttore musicale ed è disponibile dalla prima versione di entrambi i sistemi operativi. Prima di iOS 5 era chiamata iPod.
Con iOS 5, la precedente applicazione iPod viene divisa in Musica e Video. Con iOS 7, l'interfaccia grafica è stata modificata completamente. Ora è disponibile, all'interno dell'applicazione, iTunes Radio. Con iOS 8.4, Musica è stata ridisegnata per far fronte all'arrivo di Apple Music. Con iOS 10, l'applicazione viene ridisegnata completamente, dando importanza alla fruibilità. Viene aggiunta una sezione per la musica scaricata ed è possibile visualizzare i testi delle canzoni.
L'applicazione, appena aperta, mostra cinque menu: Artisti, Album, Brani, Playlist e Musica scaricata. Sotto quest'ultimi sono presenti gli ultimi brani, playlist e album aggiunti alla libreria. Nella parte inferiore sono presenti altre cinque sezioni: Libreria, che mostra i menu sopracitati, Per te (solo con Apple Music attivo), che mostra i brani consigliati in base ai propri gusti musicali, Scopri (solo con Apple Music attivo), che mostra le attuali tendenze, Radio, che offre l'ascolto delle radio, tra cui Beats 1 (solo con Apple Music attivo) e Cerca, che permette di effettuare ricerche nella libreria o su Apple Music.
L'applicazione su watchOS permette di controllare la riproduzione musicale sull'iPhone o su uno speaker o cuffie wireless. È possibile sincronizzare una playlist sull'Apple Watch da ascoltare offline.

## News
Apple News è l'aggregatore di notizie di Apple, un'applicazione sviluppata per i sistemi operativi iOS e iPadOS.
Tra le numerosissime pubblicazioni a disposizione, si trovano le seguenti: The New Yorker, National Geographic, TIME, New York Magazine, The Atlantic, The Wall Street Journal, Los Angeles Times, The Times e The Sunday Times. Si possono sfogliare le riviste preferite, in modalità sia online sia offline. Ci si può tenere aggiornati con i migliori giornali nazionali e locali. In più si possono ascoltare selezionati articoli della settimana con le storie audio.
L'applicazione Apple News presenta anche la pagina Top Stories, che raduna le notizie più importanti della giornata.
In America è utilizzata da milioni di persone, mentre in Italia è disponibile solo il relativo widget con cui scegliere quanti articoli visualizzare contemporaneamente e in che formato.

## Orologio
Orologio è un'applicazione sviluppata per i sistemi operativi iOS, iPadOS e watchOS. È presente sull'iPhone dalla prima versione del sistema operativo e sull'iPad da iOS 6.
L'applicazione per iOS si divide cinque schermate:
- Ore locali, che permette di visualizzare l'orario, la temperatura e la pressione delle città principali del mondo. L'utente può aggiungerne delle nuove cliccando sul bottone "+" nella parte superiore dello schermo e può rimuoverle scorrendo da destra a sinistra dello schermo[79].
- Sveglia, che permette di visualizzare e gestire tutte le sveglie impostate dall'utente[80].
- Sonno, introdotta con iOS 10. Essa permette di scegliere il numero di ore che l'utente vuole dormire, quando vuole svegliarsi e a che ora far apparire la notifica che invita a andare a dormire. Questa funzionalità si integra anche con l'applicazione Salute[81].
- Cronometro, che permette di avviare, fermare e reimpostare un cronometro, sia analogico (da iOS 10) sia digitale.
- Timer, che permette di impostare un semplice timer. Quando arriva a 0, verrà emesso un allarme.[82]

Il sistema operativo watchOS dispone invece di quattro applicazioni differenti per Sveglia, Ore locali, Cronometro e Timer. Il cronometro permette di scegliere tra quattro visuali: Analogico, Digitale, Grafico e Ibrido.

## Podcast
Podcast è un'applicazione sviluppata per i sistemi operativi iOS, iPadOS, tvOS e watchOS. L'applicazione permette di cercare e gestire i podcast, che sono i contenuti audio diffusi via internet. A partire da iOS 6 è stata separata da Musica, diventando un'applicazione chiamata Podcast. Con iOS 10.3 è disponibile un widget dell'applicazione nel Centro notifiche.
L'applicazione si divide in cinque sezioni: Non riprodotte, che mostra i podcast non ancora riprodotti, I miei podcast, che permette di gestire i podcast e le stazioni aggiunte, In primo piano e Classifiche, che mostrano, rispettivamente, i podcast in vetrina e quelli più visti e Cerca, che permette di cercare i podcast all'interno dello store.

## Promemoria
Promemoria è un'applicazione sviluppata per i sistemi operativi iOS, iPadOS, macOS e watchOS. Essa gestisce vari elenchi nei quali l'utente può inserire, appunto, un promemoria. È inoltre possibile sincronizzare tutte le note attraverso iCloud. È stata pubblicata insieme a iOS 5, OS X Mountain Lion e watchOS 3.
Promemoria permette di gestire vari elenchi nel quali l'utente può inserire testo. Ogni elenco può essere marcato con un colore e condiviso con altri utenti. Ogni promemoria inserito nell'elenco può essere marcato come "completato" e viene nascosto automaticamente. Inoltre si può assegnare un grado di priorità (Bassa, Media, Alta) e ricevere una notifica in base al luogo o alla data stabilita dall'utente stesso.

## Safari
Safari è il browser per tutti i dispositivi mobili e i computer della Apple.
Con iOS 15 e iPadOS 15, la barra degli indirizzi è stata spostata in basso.

## Salute
Salute è un'applicazione sviluppata per i sistemi operativi iOS e iPadOS. Il software raduna tutti i dati medici prelevati dall'Apple Watch, dall'iPhone e da applicazioni di terze parti, e contiene la cartella clinica dell'utente. È stata pubblicata con iOS 8.
Da iOS 9 è possibile tener traccia dell'attività sessuale e della salute riproduttiva e il ciclo mestruale.
Con iOS 10 l'applicazione è cambiata nell'interfaccia grafica e sono stati aggiunti vari video tutorial, pubblicati dalla stessa Apple, nella schermata iniziale.
L'applicazione, appena aperta, mostra tre sezioni. Riepilogo, Condivisione e Sfoglia. Ognuna presenta un video tutorial, introdotti con iOS 10, e i vari parametri prelevati dai dispositivi e dalle applicazioni. Più in basso è presente una lista contenente altre cinque sezioni: Dati sanitari, che mostra i dati sanitari, se forniti in formato CDA, Misure corporee, Parametri vitali, Risultati e Salute riproduttiva. In alto a destra è possibile accedere alla cartella clinica dell'utente.
Nella parte inferiore è presente un menu con quattro sezioni: Dati sanitari, sopra spiegato, Oggi, che mostra i dati prelevati nella giornata e la possibilità di visualizzare, tramite un calendario, quelli precedenti, Fonti, che mostra le applicazioni e i dispositivi dai quali l'applicazione raduna i dati e Cartella clinica.
A tutela della privacy o per scelta dettata da altra motivazione, in qualsiasi momento è possibile cancellare tutti i dati contenuti nell'app Salute: Impostazioni > Salute > Accesso dati e dispositivi > [Dispositivo] > Elimina tutti i dati da [Dispositivo].

## Siri
Siri è l'assistente digitale sviluppato dalla Apple presente nei dispositivi iOS, iPadOS, macOS, watchOS e tvOS quali iPhone, iPad, Mac, Apple Watch e Apple TV.

## Supporto
Supporto è l'app del servizio di assistenza online per i prodotti Apple. Si può ad esempio scoprire come gestire un abbonamento, reimpostare la password dell’ID Apple, modificare il numero di contatto preferito in Account, oppure parlare direttamente con un consulente.
Supporto è un'applicazione gratuita sviluppata per i sistemi operativi iOS e iPadOS.

## Suggerimenti
Suggerimenti è un'applicazione sviluppata per i sistemi operativi iOS e iPadOS. È stata pubblicata con l'aggiornamento software iOS 8. L'applicazione ha lo scopo di divulgare trucchi e, appunto, suggerimenti su come utilizzare al meglio iOS e iPadOS.
L'applicazione, da iOS 15 e iPadOS 15, si divide in otto raccolte: Novità, Ti dà il benvenuto, Informazioni di base, Selezione Genius, Accessibilità, Mappe, Fotografia e Siri. Ogni raccolta contiene un numero di articoli che riguardano un determinato campo di iOS e iPadOS.
Ogni settimana vengono pubblicati nuovi consigli in pratiche schede. Per passare da una scheda all'altra è sufficiente scorrere verso sinistra lungo lo schermo. Per tornare indietro, basta scorrere verso destra lungo lo schermo.

## Swift Playgrounds
Swift Playgrounds è un'applicazione che permette di imparare a programmare sui dispositivi iPad e Mac. È stata pensata per le persone che sono digiune di informatica e partono da zero. Dopo aver fornito le basi, l'app Swift Playgrounds impiega Swift (linguaggio di programmazione) per scrivere codice e lasciare creare le prime applicazioni all'utente.

## Telefono
Telefono è un'applicazione sviluppata per i sistemi operativi iOS e watchOS. Essa permette di gestire le chiamate in entrata e in uscita del dispositivo.
L'applicazione è presente dalla prima versione del sistema operativo. Da iPhone OS 3, Telefono offre la possibilità di gestire i contatti direttamente dall'applicazione. Con iOS 6, l'applicazione viene ridisegnata con un nuovo tastierino numerico di colore grigio. Inoltre, in una chiamata in entrata, viene aggiunta la funzione Rispondi con un messaggio e Ricordamelo più tardi. Anche con iOS 7 l'applicazione viene ridisegnata. Inoltre è possibile bloccare un contatto. Con iOS 10, l'applicazione segnala le chiamate in entrata sospette di spam.
Telefono è divisa in cinque schermate:
- Preferiti, che mostra la lista dei contatti preferiti
- Recenti, che mostra la lista delle ultime chiamate, con la possibilità di visualizzare solamente quelle perse
- Contatti, che mostra i contatti presenti sul telefono, come con l'applicazione Contatti
- Tastierino, che mostra il tastierino telefonico per comporre un numero
- Segreteria, che fa partire una chiamata per gestire la segreteria telefonica o gestire Voice Mail ove supportato

## Traduci
Traduci è un'applicazione sviluppata per i sistemi operativi iOS e iPadOS. Essa permette di tradurre del testo (parole o frasi) o la voce sul dispositivo. L'app consente di selezionare le lingue della traduzione. Sono presenti altre funzioni utili, tra cui:
- Preferiti, per salvare una traduzione dopo che è stata mostrata sullo schermo.
- Traduci in automatico, per rendere più immediato il procedimento di traduzione.[106]
- Faccia a faccia, per tradurre conversazioni: lo schermo duplica e il dispositivo riconosce quando la persona inizia e smette di parlare.[107]

## TV
TV è un'applicazione sviluppata per i sistemi operativi iOS e iPadOS. Essa raduna i video, i film e le serie televisive acquistate sull'iTunes Store. Con iOS 10.2 (per gli Stati Uniti) e 12.3 (per l'Italia e altri 100 paesi), l'applicazione è stata rimpiazzata con TV.
Prima di iOS 5, l'applicazione era chiamata iPod, che comprendeva anche Musica.
A partire dal 1º novembre 2019 attraverso l'applicazione è possibile sottoscrivere l'abbonamento ad Apple TV+ che permette di guardare Serie TV e Film.
Attraverso l'app è possibile fruire di alcuni servizi in abbonamento come Prime Video (solo negli Stati Uniti) o Starz Play.

## Wallet
Wallet è un'applicazione sviluppata per i sistemi operativi iOS, iPadOS e watchOS. Essa permette di effettuare pagamenti tramite carte di debito, credito e prepagate nei paesi in cui presente Apple Pay.
Possono anche essere aggiunti badge aziendali, day pass di resort, biglietti del cinema, biglietti di viaggio, abbonamenti a mezzi pubblici, coupon, carte fedeltà, biglietti per l'accesso agli eventi, buoni sconto, carte d'imbarco, ticket e altri biglietti.
Possono essere archiviate anche chiavi digitali per l'apertura dell'automobile, della casa o della stanza di un hotel.
Nel settembre 2015, con l'uscita di iOS 9 e dell'iPhone 6 dotato di chip NFC, Apple permetteva per la prima volta di aggiungere le carte di credito, di debito e le prepagate. In questa maniera si iniziò a poter saldare gli acquisti sia online sia nei negozi fisici direttamente con il telefono, autorizzando la transazione con il Touch ID oppure con il Face ID.

## Watch
Watch è un'applicazione sviluppata per il sistema operativo mobile iOS. È stata pubblicata per la prima volta con iOS 8.2 il 9 marzo 2015. L'aggiornamento includeva il supporto all'Apple Watch, attraverso l'aggiunta dell'applicazione Watch sul dispositivo. L'applicazione ha lo scopo di sincronizzare e gestire l'Apple Watch attraverso l'iPhone.
L'applicazione, avviata per la prima volta, chiederà che venga abbinato l'Apple Watch con l'iPhone.
Watch è divisa in tre schermate, Apple Watch, che mostra tutte le impostazioni relative allo smartwatch, Galleria quadranti, che mostra una lista contenente tutti i quadranti per l'Apple Watch e App Store, che permette di scaricare applicazioni compatibili con Apple Watch. Da iOS 10 e watchOS 3 è possibile infatti personalizzare i quadranti direttamente dall'applicazione, invece che solo attraverso l'Apple Watch.
Con iOS 10 e watchOS 3, l'app Watch riceve notevoli miglioramenti.